# Dünýägözel Gulmanowa
Dünýägözel Akmuhammedowna Gulmanowa, née le 14 janvier 1989, est une femme politique turkmène actuellement présidente de l'Assemblée du Turkménistan.

## Biographie
Gulmanowa est née le 14 janvier 1989 à Achgabat. De 1995 à 2004, elle étudie à l’école secondaire spécialisée n°27 d’Achgabat. De 2004 à 2006, elle est fermière de l'Association des agriculteurs Bagyr dans l'ancien village Bagyr (en) de la province d'Ahal. De 2006 à 2007, elle travaille comme médecin junior à l'ancien hôpital du district de Ruhabat, dans la province d'Ahal,.
En 2007, elle commence des études à l'université d'État du Turkménistan et obtient en 2012 un diplôme en droit. De 2012 à 2014, elle travaille comme consultante en cheffe du Centre d'information juridique et du Département de droit constitutionnel du Département de législation du ministère de la Justice. De 2014 à 2015, elle travaille comme consultante principale à la Direction des Ressources Humaines et du Contrôle de la Discipline Exécutive du Ministère de la Justice. De 2015 à 2016, elle est notée comme notaire stagiaire au sein du bureau notarial municipal d’Achgabat. De 2016 à 2018, Gulmanova occupe plusieurs fonctions au sein du ministère de la Justice et de l’administration de la ville d’Achgabat. De 2018 à 2021, elle travaille comme consultante en chef de la Division de la législation économique et de l'enregistrement public des réglementations du Département de la législation du ministère de la Justice,.
Le 14 avril 2021, Gulmanowa est nommée au Conseil du peuple par décret présidentiel,. De 2021 à 2023, elle est la vice-présidente puis la présidente du Comité pour la protection des droits de l'homme et des libertés du Conseil du peuple,. À partir de janvier 2023, elle devient consultante principale au sein de la Direction du Notariat et de l'Enregistrement des Actes de l'État Civil de la Direction de l'Aide Juridique du Ministère de la Justice,.
En mars 2023, elle se présente aux élections de l'Assemblée du Turkménistan (turkmène : Mejlis) pour la 5e circonscription parlementaire d'Achgabat,. Le 6 avril 2023, elle est élue à l'unanimité présidente du Parlement,.

## Vie privée
Gulmanova est mariée et mère de deux enfants. Elle est membre du Parti démocratique du Turkménistan.